# Масований ракетний обстріл України 29 грудня 2023
29 грудня 2023 року у рамках російського вторгнення в Україну російські військові завдали наймасованішого ракетного удару по містах України, який за кількістю випущених ракет перевершив обстріл 15 листопада 2022 року.
Під удар потрапили багато українських міст: Київ, Харків, Дніпро, Одеса, Запоріжжя, Конотоп, Сміла та Львів. За повідомленням каналу головнокомандувача Валерія Залужного Сили ППО збили 87 крилатих ракет та 27 ударних БпЛА, всього росіяни запустили по Україні 158 повітряних цілей.
Цього дня російська армія вперше завдала ударів по Україні ракетами, які їй поставила Північна Корея.

## Перебіг подій
Спершу росіяни традиційно атакували БпЛА з північного та південно-східного напрямку, із подальшим рухом у західному напрямку. Усього зафіксовано 36 ударних БпЛА Shahed-136/131.
Близько 3:00 ворог підняв у повітря стратегічну авіацію — бомбардувальники Ту-95МС. Усього — 18 літаків, які вийшли на рубежі пуску близько 6:00 ранку і запустили не менше 90 крилатих ракет повітряного базування Х-101/Х-555/Х-55.
З Курської області біля 5:00 ворог застосував дальні бомбардувальники Ту-22М3, які випустили вісім крилатих ракет Х-22/Х-32 в напрямку північних та центральних областей.
Водночас окупанти вдарили по Харкову зенітними керованими ракетами С-300. Загалом ворог випустив щонайменше 14 ракет, які летіли по балістичній траєкторії — С-300/С-400/Іскандер-М з окупованого Криму, Курської та Бєлгородської областей РФ.
О 6:30 було зафіксовано зліт п'яти винищувачів МіГ-31К, які здійснили пуски п'яти аеробалістичних ракет Х-47М2 «Кинджал» із Астраханської області.
Також із літаків тактичної авіації Су-35 застосовано 4 протирадіолокаційні ракети Х-31П та одну Х-59.
Крім того, росія вперше застосувала північнокорейські балістичні ракети — в Запорізькій області впала тактична балістична ракета KN-23.

## Обстріли

### Львів

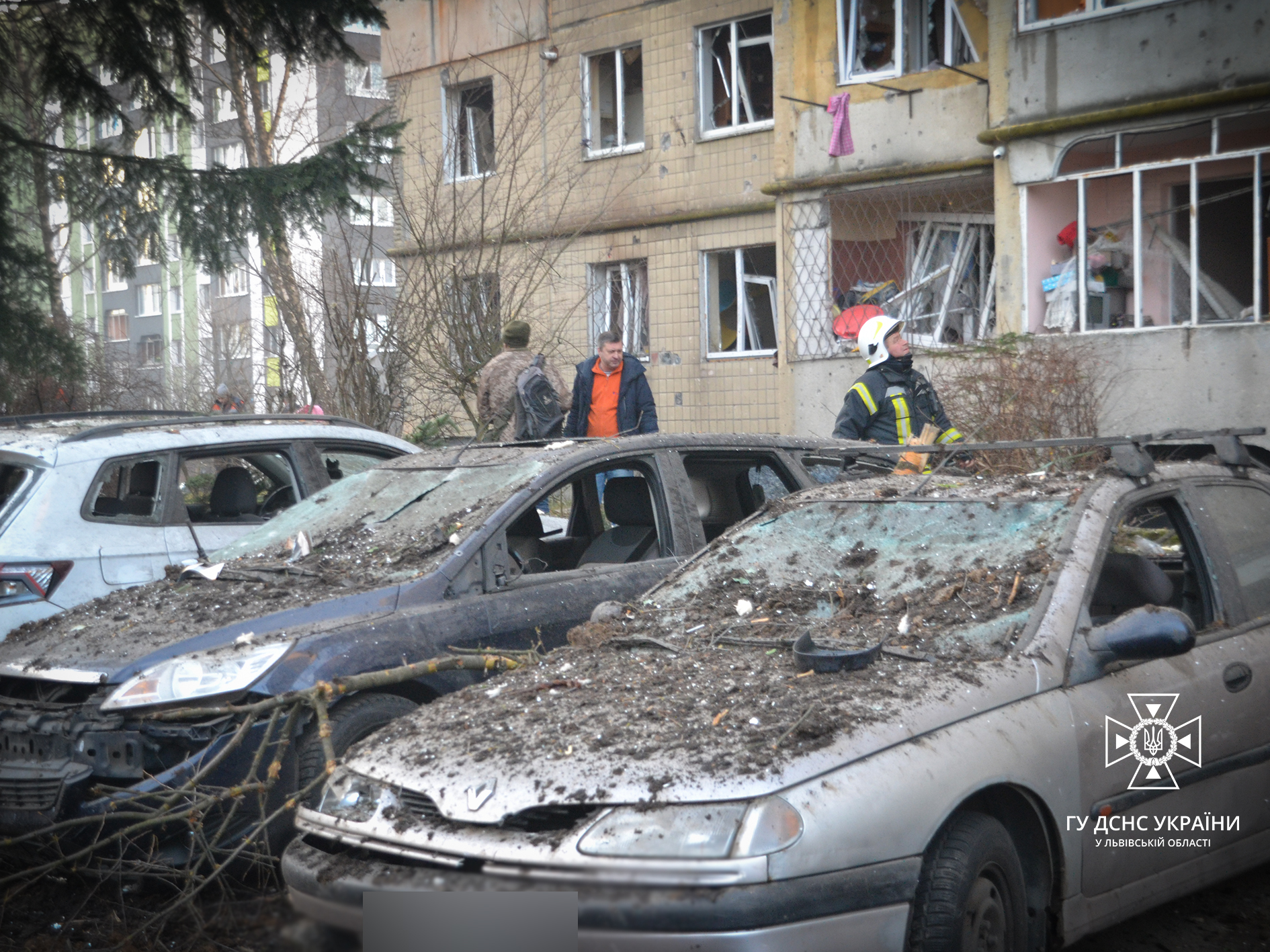
Пошкоджений будинок та машини у Львові

Уламки ракети потрапили у житловий будинок на вулиці Хоткевича, одна людина загинула та п'ятнадцять були поранені. Пошкоджено понад 10 будинків у районі Сихів. Унаслідок атаки загинув український баскетболіст Віктор Кобзистий.

### Дніпро

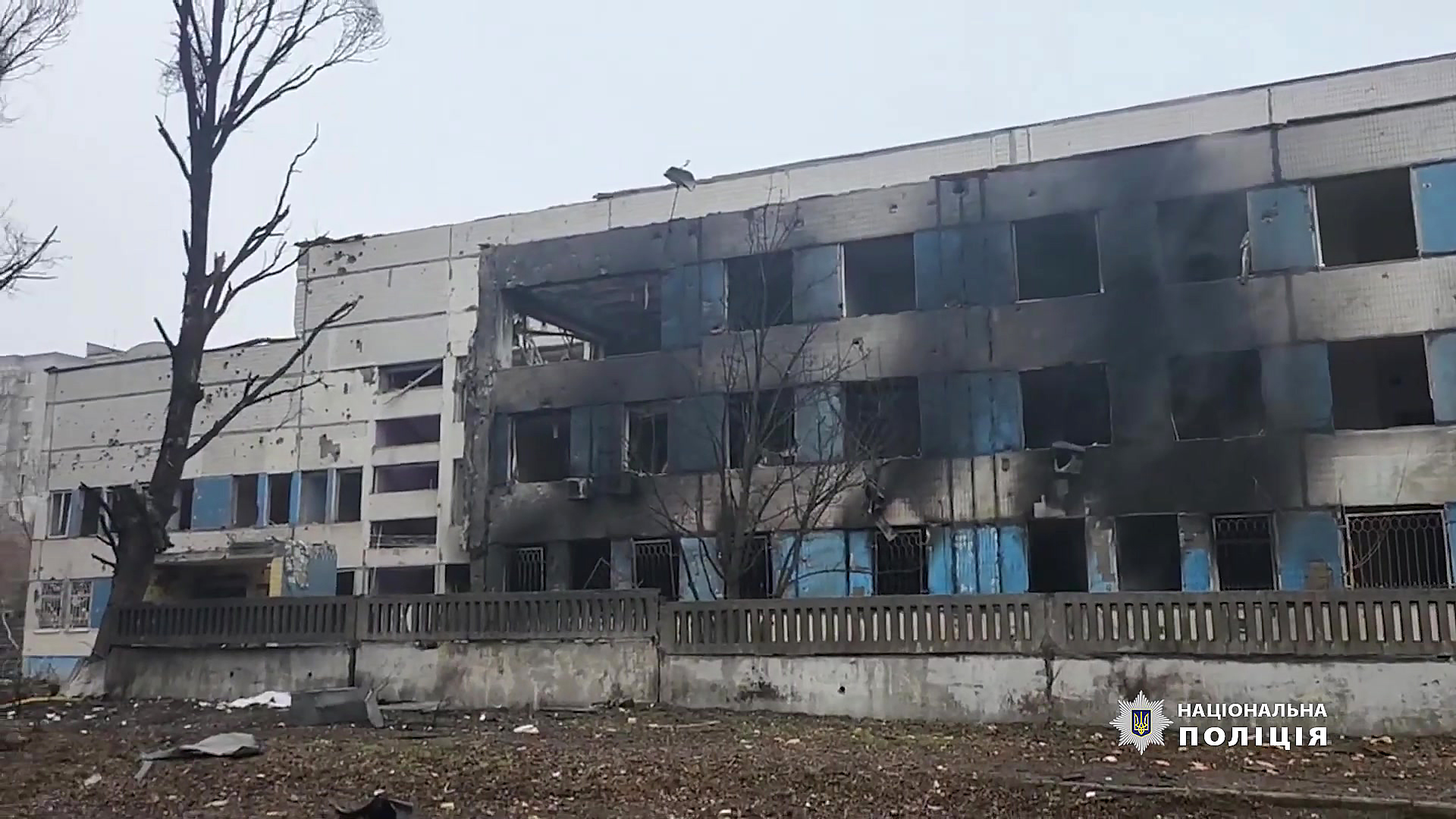
Зруйнований пологовий будинок у Дніпрі.

У місті Дніпро сім загиблих. На 31 грудня в лікарнях залишається 18 пацієнтів. Двоє — у важкому стані. Приліт був по торговельному центру, крім того, значно пошкоджені приватна оселя, шестиповерхова будівля, пологовий будинок. Як повідомляє Голова ОВА Сергій Лисак станом на 9:40
Трагічний ранок для області. Ворог атакував ракетами. Попередньо постраждали майже півтора десятка людей. Четверо — загинули. У Дніпрі маємо приліт по торговельному центру. Виникла пожежа. Значно пошкоджені приватна оселя, шестиповерхова будівля, пологовий будинок. Інформацію ще уточнюємо. Немає прощення російським виродкам.

### Київ

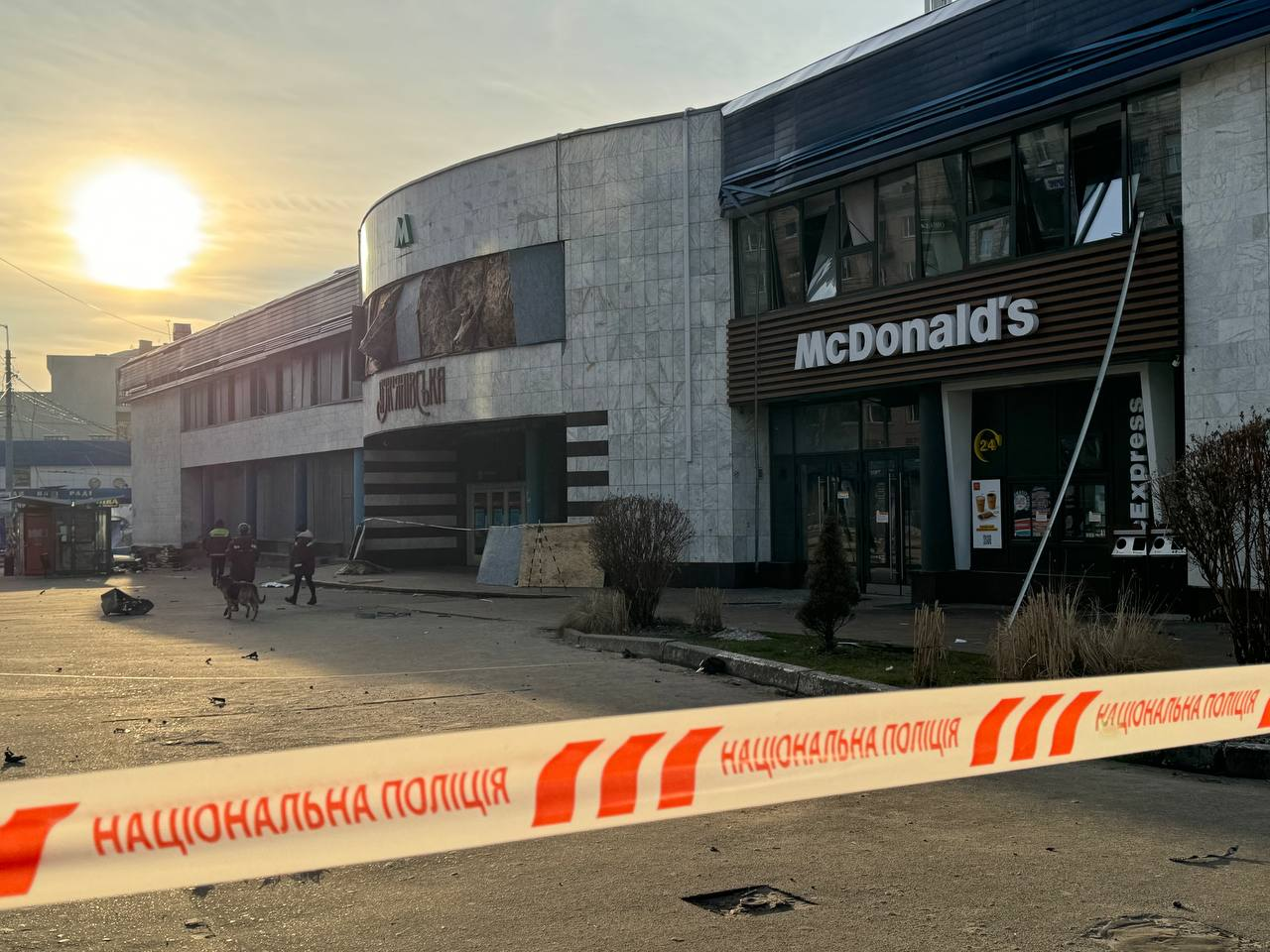
Вестибюль станції метро «Лук'янівська» у Києві після атаки.

Станом на 9 січня 2024 року відомо про 33 загиблих та 30 постраждалих, серед них загинула колишня футболістка Вікторія Котлярова (Чорновіл) разом із матір'ю Людмилою. 3 січня було офіційно завершено аварійно-рятувальні роботи у Шевченківському районі столиці. За час робіт переміщено та вивезено 4 тис. 70 м куб. зруйнованих будівельних конструкцій
Ця атака — найбільша за кількістю жертв у місті від початку повномасштабного вторгнення.
Влада Києва повідомила про постраждалих і руйнування в Дарницькому, Подільському, Шевченківському, Святошинському районах столиці України. Зокрема, була пошкоджена будівля станції метро «Лук'янівська», сталися пожежі на території складських приміщень, незаселеного багатоповерхового будинку, недобудованого бізнес-центру, гаражів, пошкоджений житловий будинок, автомобілі. У Подільському районі ракета влучила в склад компанії Dnipro-M.
1 січня було оголошено Днем жалоби у місті.

### Харків

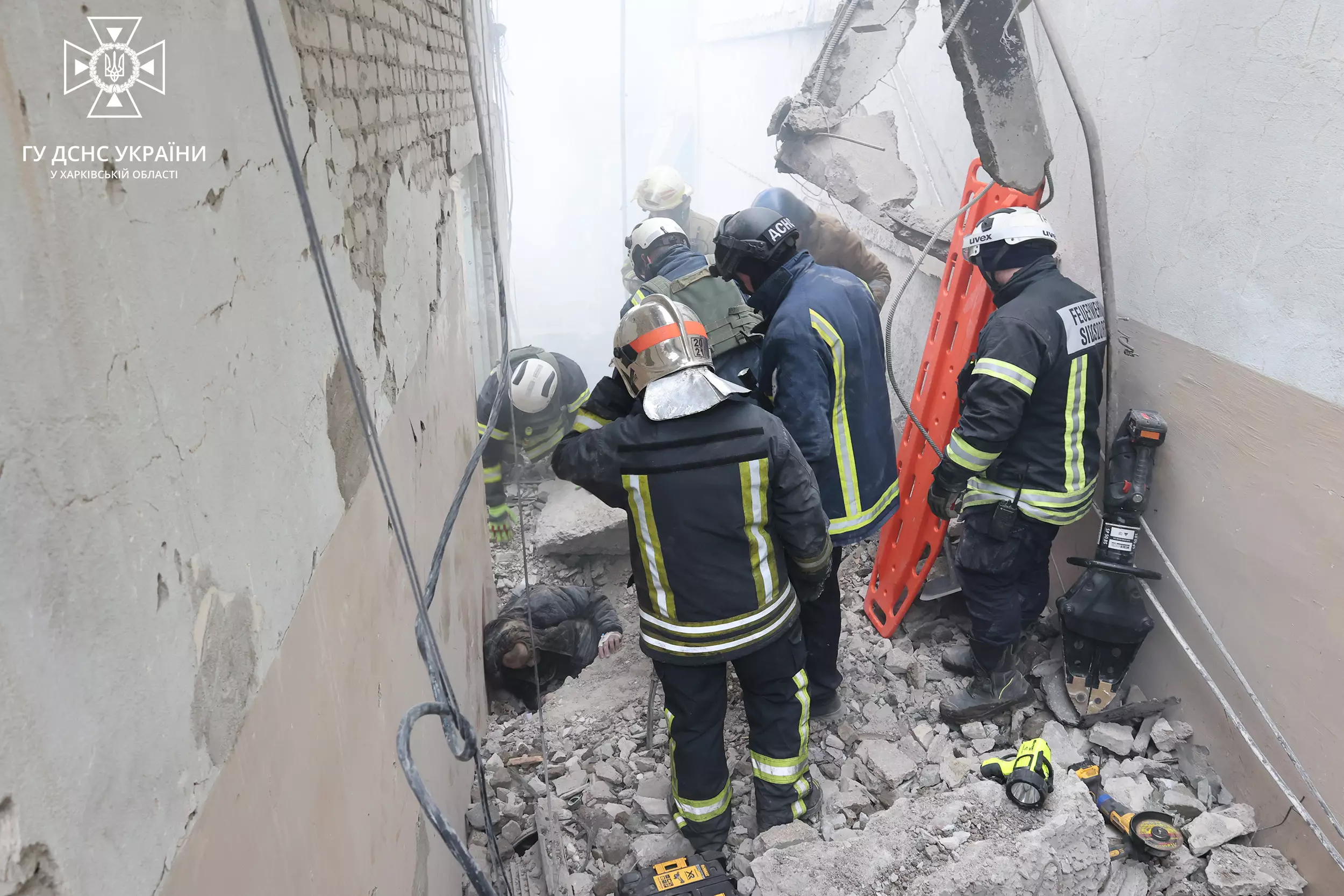
Витягування постраждалого з-під завалів у Харкові

Голова Харківської ОВА повідомив про 3 загиблих, 13 постраждалих, 11 з яких госпіталізовано. Також повідомлено про перебої з електрикою.

### Запоріжжя

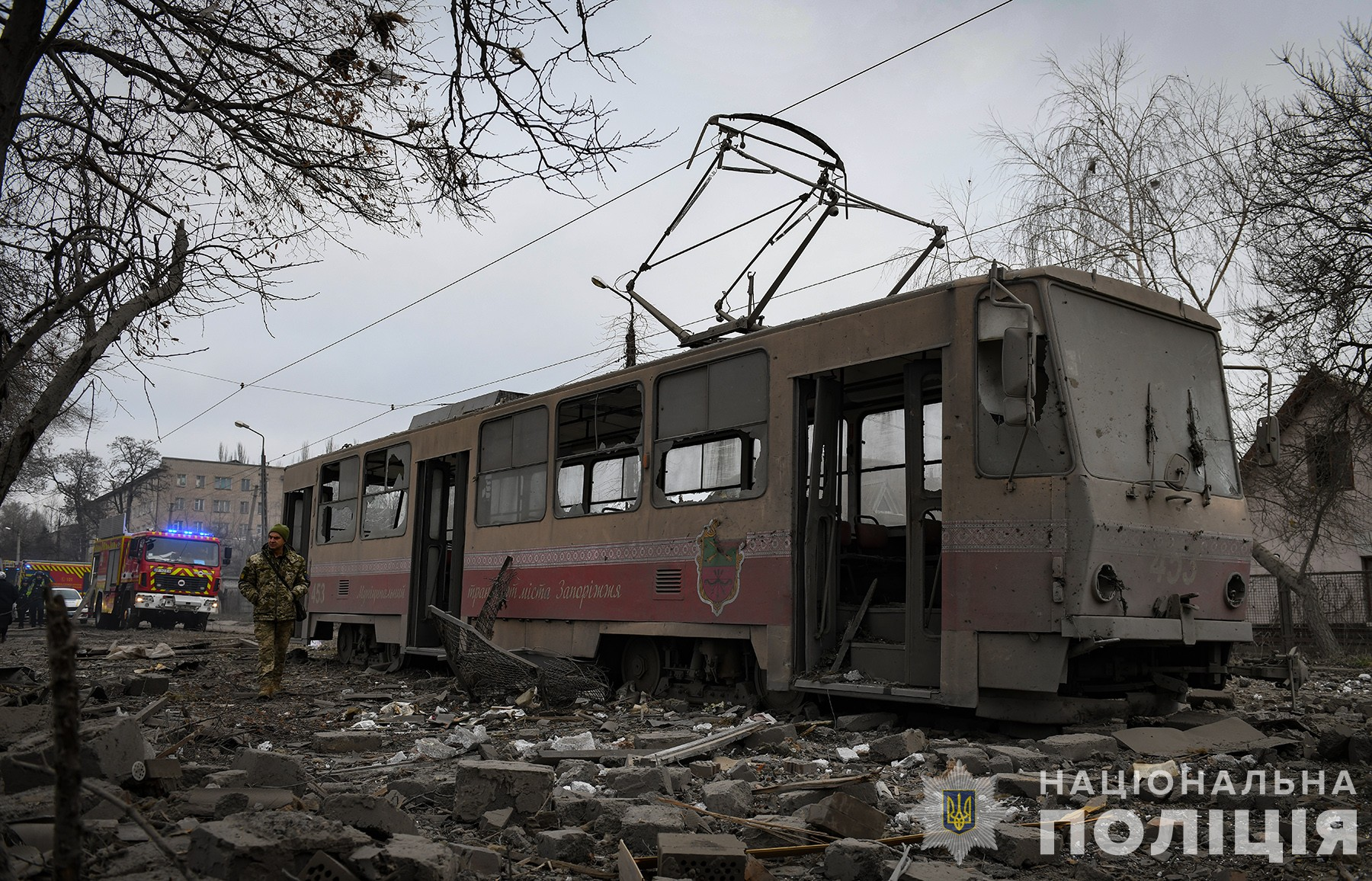
Наслідки удару по Запоріжжю.

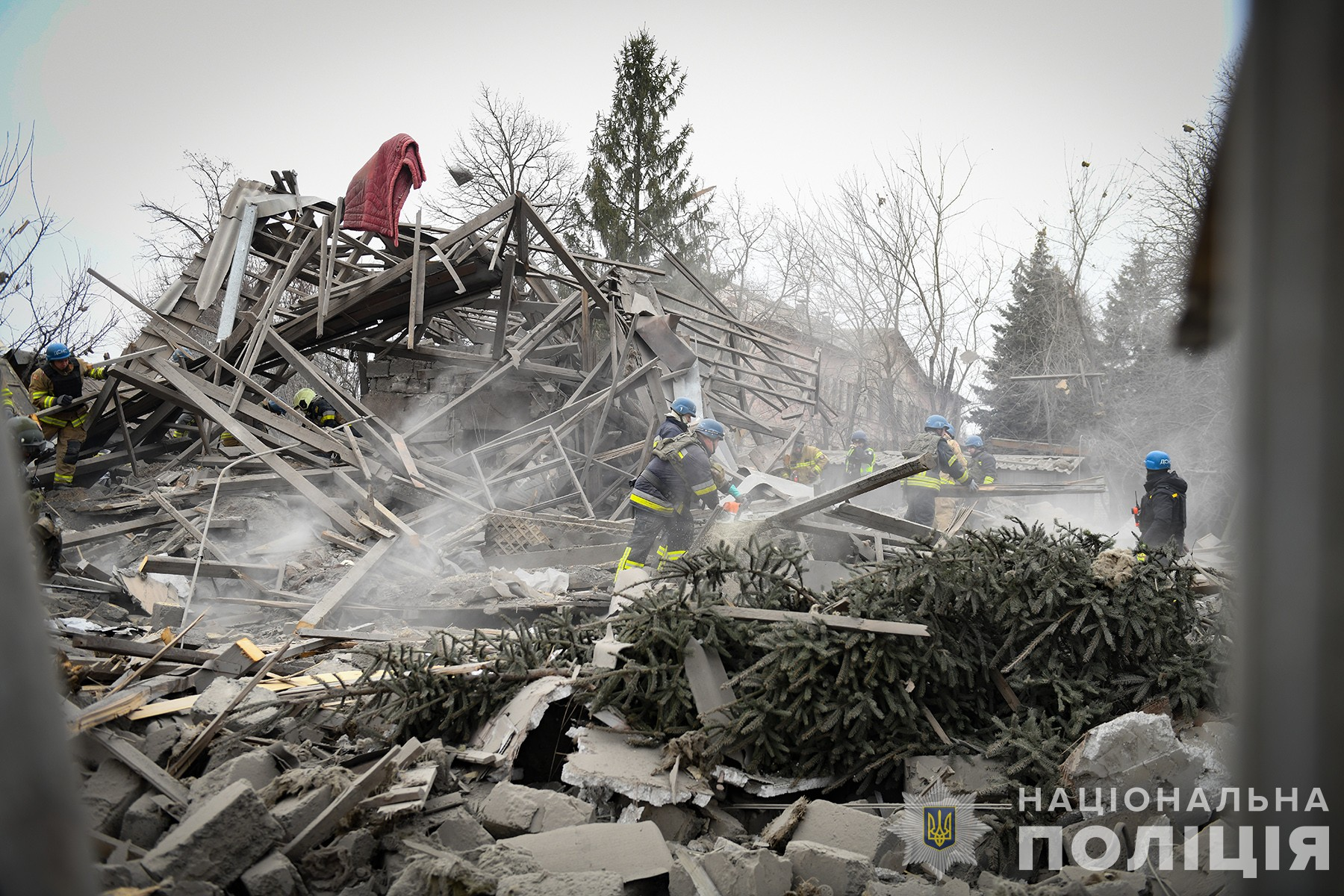
Руйнування в Запоріжжі

Ушкоджено одне з місцевих підприємств, зруйновано приватний будинок та вибито вікна у 19 багатоповерхівках, двох закладах освіти та у медичному закладі.
Окрім того, ушкоджень зазнали близько 20 гаражів, автозаправна станція і будівля готелю. Загинуло 9 людей, ще 13 людей постраждали.

### Одеса

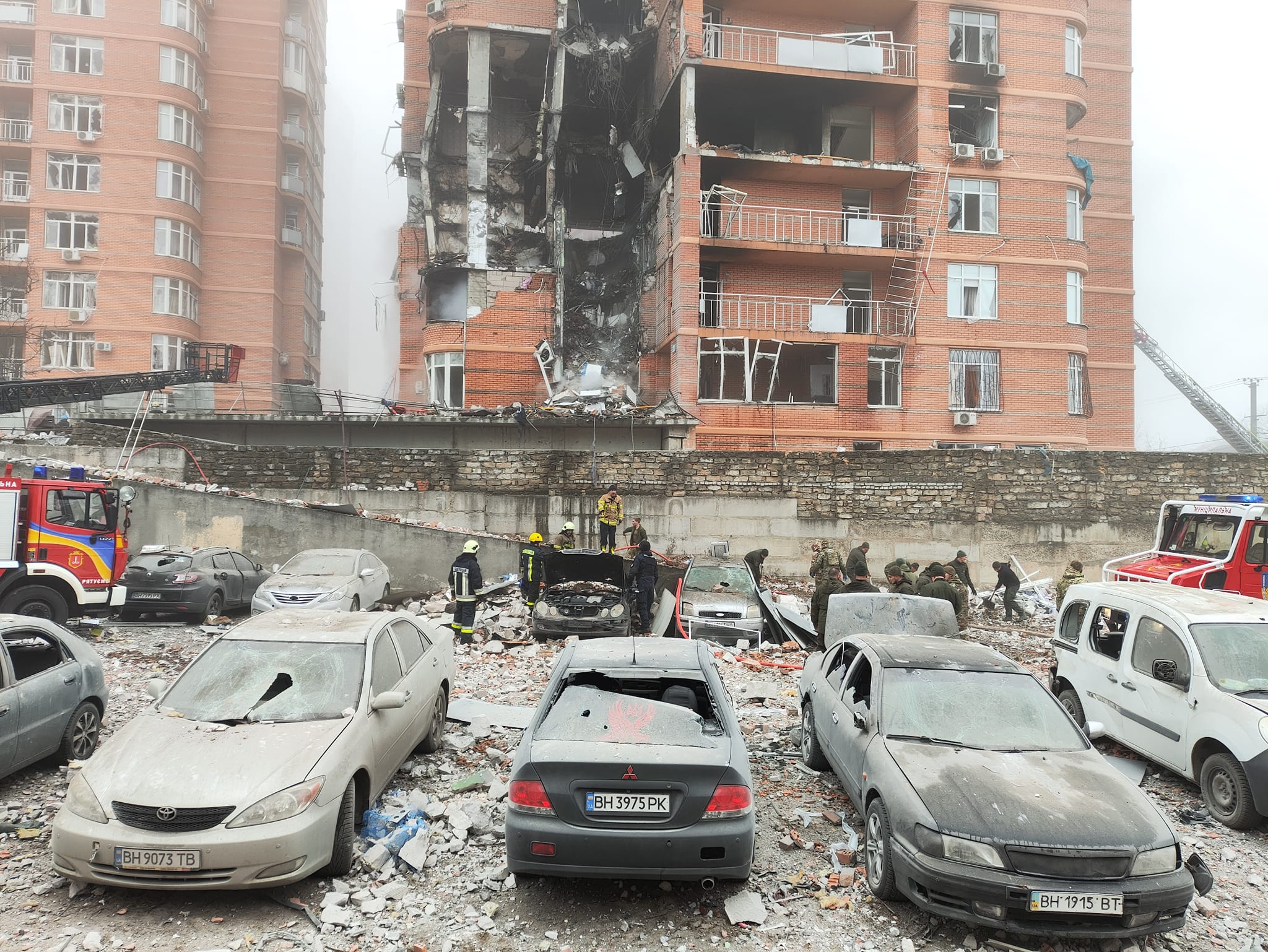
Пошкоджений житловий будинок в Одесі

Внаслідок удару балістичної ракети виникла пожежа в житловому комплексі. Четверо людей загинуло та 26 поранених.

### Конотоп

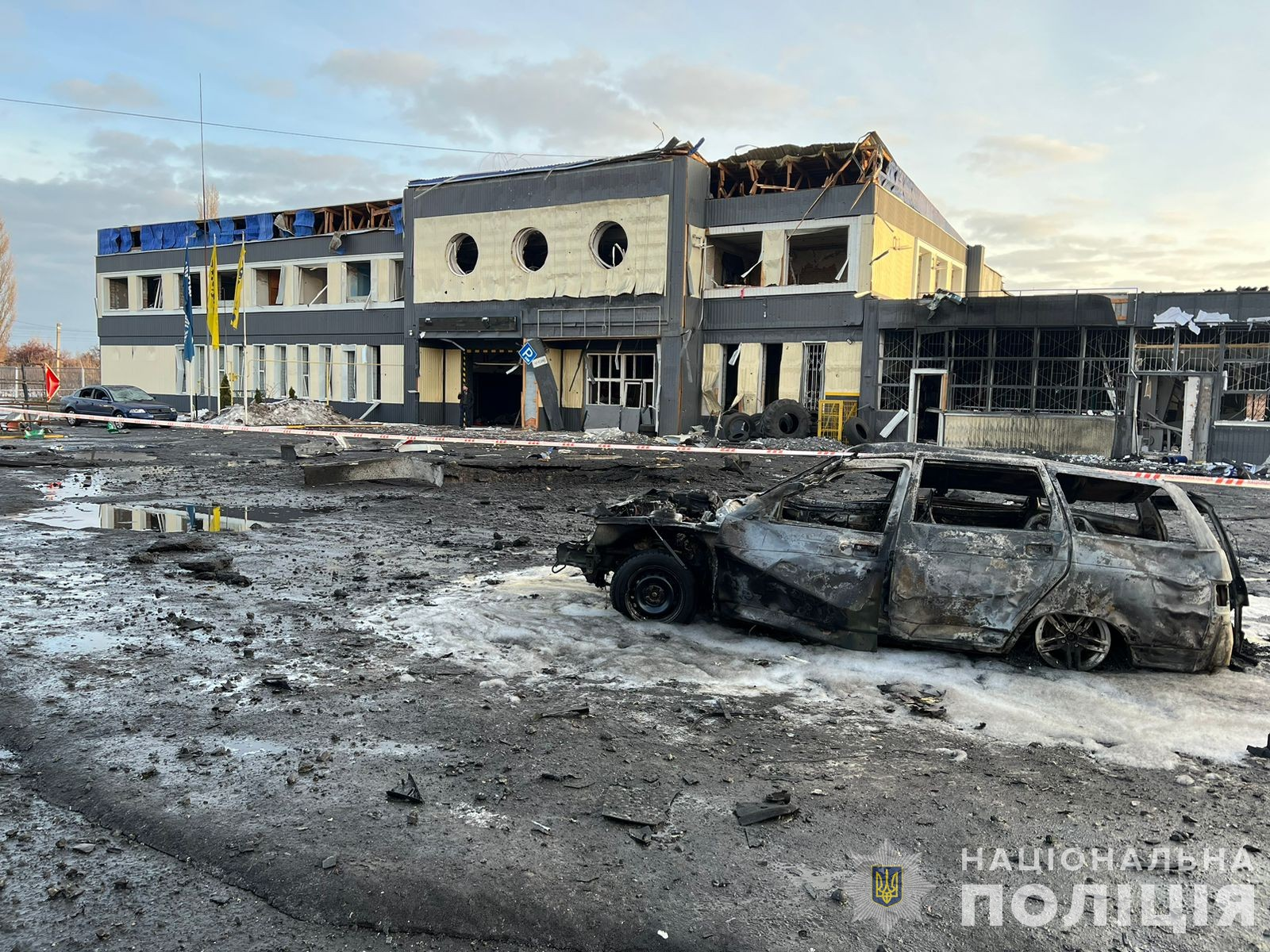
Станція техобслуговування та знищений автомобіль у Конотопі

Було 5 влучань — пошкоджено СТО, житлові будинки та автомобілі, поранено 3 людини.

### Сміла

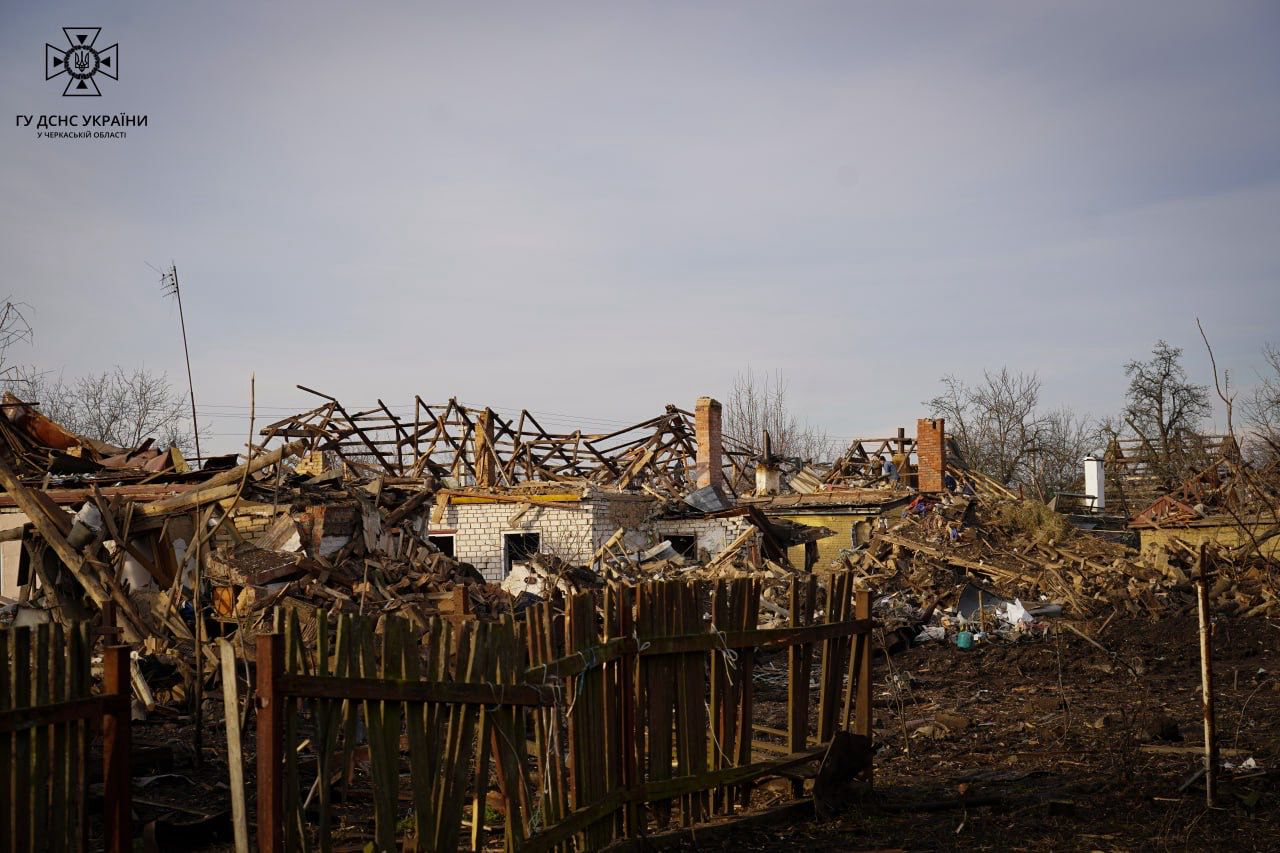
Наслідки обстрілу Сміли

Відомо про дев'ятьох потерпілих, один у важкому стані, серед поранених — дитина. Пошкоджено 51 будинок (з них 4 знищено).

## Статистика
| Регіон                                                   | Місце                                                    | Зброя                                                    | К-ть   | Влучання, загиблі/поранені                                                       |
| -------------------------------------------------------- | -------------------------------------------------------- | -------------------------------------------------------- | ------ | -------------------------------------------------------------------------------- |
| Одеська обл.                                             | Одеса                                                    | Shahed 136                                               | 27/36  | відомо про влучання у багатоповерхівку                                           |
| Львівська обл.                                           | Львів                                                    | Shahed 136                                               | 27/36  | відомо про два влучання в об'єкти критичної інфраструктури                       |
|                                                          |                                                          |                                                          |        |                                                                                  |
| Запорізька обл.                                          | Запоріжжя                                                | 5В55/48Н6                                                | 0/12   | влучання у промислову і житлову забудову міста, жертви: 9/13                     |
| Харківська обл.                                          | Харків                                                   | 5В55/48Н6                                                | 0/2    | влучання у промислову і житлову забудову міста, медзаклади, жертви: 3/13         |
|                                                          |                                                          |                                                          |        |                                                                                  |
| Львівська обл.                                           | Львів                                                    | Х-101/Х-47М                                              | 87/108 | влучання у двір перед закладом освіти та житловими будинками, жертви: 1/15       |
| Київ                                                     | Київ                                                     | Х-101/Х-47М                                              | 87/108 | падіння ракет та уламків ракет серед житлової забудови, жертви: 33/30            |
| Сумська обл.                                             | Конотоп                                                  | Х-101/Х-47М                                              | 87/108 | пошкоджено приміщення станції техобслуговування, житлові будинки, жертви: 0/3    |
| Одеська обл.                                             | Одеса                                                    | Х-101/Х-47М                                              | 87/108 | влучання у житловий багатоповерховий будинок, та іншу забудову, жертви: 5/11     |
| Дніпропетровська обл.                                    | Дніпро                                                   | Х-101/Х-47М                                              | 87/108 | влучання по торговому центру та пологовому будинку, жертви: 7/18+                |
| Запорізька обл.                                          | Запоріжжя                                                | KN-23                                                    | 87/108 | відомо про перше використання північнокорейських ракет у атаці 29 грудня         |
| Черкаська обл.                                           | Сміла                                                    | Х-22                                                     | 87/108 | влучання у приватну забудову, жертви: 1/9                                        |
| Харківська обл.                                          | Харків                                                   | Х-22                                                     | 87/108 | влучання у цивільну забудову, одночасно з обстрілом із С-300/C-400, жертви: 3/13 |
| Україна                                                  | Україна                                                  | Х-59, Х-31П                                              | 87/108 | 87 ракет типу Х-101/Х-555/Х-55 було перехоплено українською ППО                  |
| Україна загалом (не рахуючи систем С-300/C-400/Іскандер) | Україна загалом (не рахуючи систем С-300/C-400/Іскандер) | Україна загалом (не рахуючи систем С-300/C-400/Іскандер) | 87/108 | Жертви: 61/171                                                                   |
| Відсоток ракет, перехоплених ППО та іншими засобами:     | Відсоток ракет, перехоплених ППО та іншими засобами:     | Відсоток ракет, перехоплених ППО та іншими засобами:     | 81 %   | 81 %                                                                             |

## Реакції

### Країни
- Президент України Володимир Зеленський сказав: «Мої співчуття рідним і близьким загиблих, якнайшвидшого одужання постраждалим. Ми обов'язково відповімо терористам на їхні удари. І ми будемо боротися, щоб гарантувати безпеку своїй країні, кожному місту, усьому нашому народу. Російський терор повинен програти — і саме так і буде»[47].
- Президент США Джо Байден, прокоментував обстріл: «Путін не просто намагався знищити Україну, він також погрожував деяким нашим союзникам по НАТО. Коли диктаторам та автократам дозволяють бешкетувати в Європі, зростає ризик того, що Сполучені Штати виявляться втягнутими в цей процес безпосередньо»[48]. Посол США в Україні Бріджит Брінк написала у своєму акаунті: «Мільйони чоловіків, жінок і дітей перебувають у бомбосховищах, через те, що Росія обстрілює всю країну ракетами. Україна потребує фінансування вже зараз, щоб продовжити боротьбу за свободу від такого жаху у 2024 році»[49][50].
- Міністр закордонних справ Чехії Ян Ліпавський написав у своєму твіттері: «Черговий варварський напад Росії на Україну, ще один доказ того, що ми повинні наполегливо підтримувати захист України. Ми не повинні дозволити Росії досягти успіху в її збоченому імперіалістичному вторгненні»[51].
- у повідомленні японського посольства йдеться: «Унаслідок атаки загинули і постраждали десятки людей, було пошкоджено житлові будинки, пологовий будинок, торговельний центр, СТО, метро. Перед обличчям жорстокого ворога підтримка Японією України є непохитною»[52].
- МЗС Франції на своєму офіційному сайті написало: «Росія продовжує свою стратегію терору, спрямовану на знищення української цивільної інфраструктури, щоб підірвати стійкість українського населення в цю другу зиму конфлікту»[53].
- Міністерство закордонних справ ФРН заявило у твіттері: «Росія знову поширює терор по всій Україні, випустивши понад 100 ракет і безпілотників, які знищили, серед іншого, пологовий будинок і вирвали людей з повсякденного життя»[54].
- Польське керівництво повідомило про «невідомий об'єкт», який залетів на 3 хвилини в повітряний простір Польщі під час ранкової атаки Росії по Україні, та пролетів 40 км територією країни. Командувач Оперативних збройних сил генерал-майор Мацей Кліш[pl] сказав: «Варіант, який я пропоную з військової точки зору, полягає в тому, щоб ракета залишила Польщу. Об'єкт перебував у Польщі менше 3 хвилин, приблизно 40 км порушення повітряного простору. Її відстежували по всій траєкторії польоту»[55][56].
- Міністр оборони Великобританії, Грант Шаппс заявив: «Ми продовжуємо стояти на захисті України. Саме тому сьогодні ми відправляємо сотні зенітних ракет для поповнення британських систем протиповітряної оборони, здатних з неймовірною точністю збивати російські безпілотники і ракети»[57], також прем'єр-міністр Великої Британії Ріші Сунак заявив, що міжнародна спільнота не дозволить перемогти президенту РФ Володимиру Путіну. «Ці широкомасштабні напади на міста України показують, що Путін не зупиниться ні перед чим, щоб досягти своєї мети викорінити свободу та демократію. Ми не дамо йому перемогти» — зазначив Сунак[58].
- Президент Латвії Едгарс Рінкевичс написав у своєму твіттері: «Російські терористи продовжують масований обстріл українських міст. Ще раз — Україна має отримати всю військову та фінансову допомогу ЗАРАЗ, це єдиний спосіб зупинити війну та атаки на цивільні об'єкти. Повна солідарність з Україною у цей тяжкий час»[59].
- Міністерство закордонних справ Естонії заявило, що «Естонія категорично засуджує нелюдські напади Росії на Україну»[60].
- Міністерство закордонних справ Канади написало у своєму твіттері: «Канада рішуче засуджує ракетні атаки та атаки безпілотників Росії на численні українські міста, включаючи Київ. Ми стоїмо з Україною і засуджуємо незаконне вторгнення Путіна»[61].

### Міжнародні організації
- Генеральний секретар ООН Антоніу Гутерреш рішуче засуджує широкомасштабну ракетну та безпілотну атаку. «Напади на цивільне населення та цивільну інфраструктуру порушують міжнародне гуманітарне право, є неприйнятними та мають бути негайно припинені»[62].